# Georg Otto Ewald von Saß

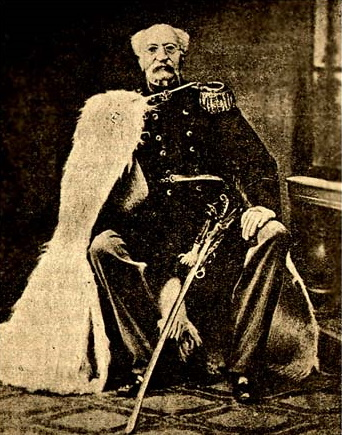
Georg Otto Ewald von Saß

Georg Otto Ewald Freiherr von Saß (russisch Григорий Христофорович Засс Grigori Christoforowitsch Sass; 29. Apriljul. / 10. Mai 1797greg.–4. Dezemberjul. / 16. Dezember 1883greg.) war ein kaiserlich-russischer General, der die russische Kavallerie im Russisch-Tscherkessischen Krieg befehligte. Er erlangte Bekanntheit durch seinen Beitrag zur Vertreibung der Tscherkessen und auch schon während des Krieges am Völkermord an den Tscherkessen, die er als eine „niedere Rasse“ bezeichnete. Er gilt als Gründer der Stadt Armawir in Russland.
Im Jahr 2003 errichtete man ihm in Russland ein Denkmal im ehemaligen tscherkessischen Siedlungsgebiet, was weltweit zu Protesten von Tscherkessen und tscherkessischen Organisationen führte.

## Herkunft  und Jugend
Von Saß war der Sohn von Georg Christoph von Saß (1766–1802) und Annette Benigna, geb. Gräfin von Kettler. Ursprünglich aus Westfälischem Adel stammend, gehörte von Saß zu einer alteingesessenen Familie, deren Mitglieder im 15. Jahrhundert in das Baltikum ausgewandert waren, um sich dort in den Dienst des Schwertbrüderordens zu stellen. 1710 waren die von Saß eine von 52 sogenannten ritterlichen Familien, zusammen mit den Ungern-Sternbergs und den Wrangels, die einen Eid auf den russischen Kaiser Peter den Großen schworen. Von Saß wurde in einer Privatschule erzogen und im Alter von fünfzehn Jahren (1813) brachte ihn sein Vater als Kadetten in das Grodno–Husaren-Regiment. Er machte sich besonders in seiner ersten Schlacht, der Völkerschlacht bei Leipzig 1813 verdient und stieg in der Russischen Armee schnell auf. 1820 wurde er nach Nowgorod versetzt.

## Militärische Laufbahn

### Napoleonische Kriege
Saß nahm als Mitglied der russischen Armee im Sechsten Koalitionskrieg in den Jahren von 1813 bis 1814 an den Befreiungskriegen teil, nachdem er seine Treue zum russischen Kaiser als Baltendeutscher geschworen hatte. Er kämpfte bei Dresden, Kulm und Leipzig, wurde ausgezeichnet und zum Kornett befördert. Daraufhin nahm er 1814 an den Schlachten von Brienne, Bar-sur-Aube, Arcis-sur-Aube, Metz, und Fère-Champenoise teil und kämpfte am Ende auch in der Schlacht bei Paris. 1815 war er Teil der russischen Truppen während der zweiten Kampagne gegen Napoleon in Frankreich während der Herrschaft der Hundert Tage von dessen Rückkehr von Elba bis zur Schlacht bei Waterloo und war Teil in der darauf folgenden Siegesparade bei Vertus. Nach dem Ende der Koalitionskriege diente er im Pskower Kürassierregiment.

### Russisch-Türkischer Krieg
Im Jahre 1820 wurde er zum Nischni Nowgoroder Dragonerregiment versetzt, welches im Kaukasuskrieg (1817–1864) kämpfte. Er nahm am Russisch-Türkischen Krieg von 1828 bis 1829 teil.

### Russisch-Tscherkessischer Krieg
1830 wurde Saß Kommandant des Mosdoker Kosakenregiments. Mit diesem Regiment führte er mehrere erfolgreiche Expeditionen gegen die Bevölkerung im Kaukasus.
Im Jahre 1833 wurde er zum Kommandanten der Batalpaschinski-Abteilung der Kubanfront ernannt. Nachdem er die Militärtraditionen der Kaukasier studiert hatte und die Kriegsführung im bergigen Gebiet des Kaukasus gemeistert hatte, versuchte er, die Initiative im Konflikt zu ergreifen und begann, regelmäßig präventiv Maßnahmen zu ergreifen, nachdem er von Kundschaftern Informationen über örtliche Gegebenheiten eingeholt hatte. Proaktive Verteidigung wurde begleitet von grausamen Strafexpeditionen, die in der Regel mit der Vernichtung von Dorfgemeinschaften endeten. Von da an wurde er als Oberkommandant eingesetzt und bekam volle Handlungsfreiheit.
Im August desselben Jahres führte er eine Expedition in tscherkessischem Territorium, wo er so viele Siedlungen wie möglich zerstörte. Dem folgte eine Serie solcher Expeditionen. Zwischen November und Dezember griff er den Stamm der Besleney in ihrem Gebiet am Fuß des Kaukasus-Gebirges an, bei dem die meisten Dörfer zerstört wurden.
Saß verwendete eine große Menge Geld auf Spionage. Während der Angriffe auf tscherkessisches Siedlungsgebiet vergaß er nie, sich seiner Umgebung gewahr zu bleiben: Seine Männer ließ er die Gegend immer durchkämmen und sie hinter jeden Balken schauen, der seinen Feinden als Versteck dienen könnte. Er ließ Bauernhöfe niederreißen und tötete die dortigen Bauern, damit seine Gegner von dort keine Nahrung erhalten könnten. Er führte eine Liste über die Tscherkessen, die er persönlich getötet hatte. Seine Furchtlosigkeit und seine außergewöhnliche Kenntnis über die Kaukasier und die Vorgänge der Gegend brachten ihm den Ruf bei den Tscherkessen ein, nicht von dieser Welt zu sein und sie bezeichneten Saß als „Shaytan“ (Satan). Es wird berichtet, dass tscherkessische Mütter ihre Kinder mit dem Namen Saß’ in Angst und Schrecken versetzten.
Im Jahr 1834 sandte Saß einen Bericht an Rosen, in dem er detailreich seine Kampagne durch Tscherkessien beschrieb.

„Ich habe drei Tscherkessen von Wägen geholt, die auf dem Weg waren, Gras zu holen, zusätzlich zu den dreizehn, die wir bereits hatten, die sich uns nicht freiwillig ergeben wollten, also habe ich befohlen, sie töten zu lassen.“

„Die Wilden bekamen Angst und fingen an, aus ihren Häusern zu fliehen, wobei sie ihre Waffen zurückließen in dem Versuch, in den Wald zu fliehen, aber die meisten von ihnen wurden von den Kosaken getötet (…) mit den Soldaten, die bereit in Reih und Glied standen, ging die Säuberung durch Artilleriefeuer weiter und ich schickte die Infanteriebrigaden, aber sie konnten nur noch elf weitere einfangen und da es bereits vielerorts in Flammen stand, wurde der Rest entweder getötet, oder verbrannte bei dem Versuch, sich auf den Dächern ihrer Häuser zu verstecken oder in der Jauche. Auf diese Art zerstörten wir die Siedlung.“

Saß’ Hauptstrategie war es, die Initiative in den Kriegshandlungen zu behalten und dem Gegner die Möglichkeit dazu zu nehmen, außerdem die Tscherkessen zu terrorisieren und tscherkessische Siedlungen zahlreich zu zerstören. Nach einem Sieg brannte er normalerweise mehrere Dörfer nieder und stahl Vieh und Pferde, um damit anzugeben, was er auch stolz zugab. Er behielt die Feindmoral im Auge. In seinen Berichten prahlte er oft mit der Zerstörung und verherrlichte offen die Massenmorde an der Zivilbevölkerung. Die militärischen Erfolge seiner Regimenter wurden durch seine Vorgesetzten hochgeschätzt. Er empfing für seine Verdienste hohe Orden und eine goldene Waffe, versehen mit der Inschrift „Für Tapferkeit“.
Er fuhr fort, die Tscherkessen der Stämme der Abazechen, Besleney, Schapsugen und Kabardiner, im südöstlichen Teil des Bezirks Krasnodar zu vernichten. Er wurde 1835 befördert. Die Gesamtheit der Kuban-Front stand jetzt unter seinem Befehl. Im Jahr 1836 wurde er zum Generalmajor und im Jahr 1840 zum Generalleutnant befördert. Daraufhin wurde er Befehlshaber der rechten (also nordwestkaukasischen) Flanke im Kaukasuskrieg (1817–1864). Auf sein Bestreben hin wurden neue Befestigungen errichtet und russische, und andere christliche Siedler wurden in den nun entvölkerten Landstrich geholt.
Am 18. August 1836 brannte die russische Armee den Wohnsitz des Ältesten Hajji Tlam, eines Führers der Abadzechen, nieder und töteten seine Familie. Daraufhin schmiedete der tscherkessische Kommandant vom Stamm der Temirgojer (Tschemgujer), Jembulat Boletogo einen Plan für eine Militärkampagne gegen die Russen. General Saß ließ dem Kommandanten Boletogo im Oktober desselben eine Einladung zu Friedensverhandlungen übermitteln, die dieser annahm. Ein weiterer Kriegsgegner war der schapsugische Befehlshaber Tyghwyschyqwe Qysbetsch.
Auf dem Weg zu einem der Treffen mit Saß wurde Boletogo außerhalb der Gefechtsgebiete von einem Scharfschützen erschossen, den Saß angeheuert hatte. Nach diesem Zwischenfall wurde Saß noch 1836 erneut befördert.
Im Jahr 1838 ließ Saß falsche Gerüchte über sich verbreiten, dass er schwer erkrankt und kurz darauf, dass er verstorben sei. Die Tscherkessen, erfreut über die Nachricht seines Ablebens, feierten die Nacht darauf seinen Tod. Diese Unaufmerksamkeit ließ Saß einen Überraschungsangriff durchführen, bei dem er zwei Dörfer verwüstete.
Zwischen 1840 und 1841 zerstörte er die letzten Dörfer und ließ darauf russische Siedlungen errichten. Die grausamen Strategien des Saß und anderer Generäle der Kaukasus-Front hatten die Bevölkerung gegenüber Russland vergrämt und wurden so für Sankt Petersburg immer unbeliebter. 1842 wurde Saß nach einem Streit mit seinen Vorgesetzten, unter anderem Paul Grabbe, versetzt. Er verließ den Kaukasus und sollte ihn nie wieder betreten. Im Jahr 1848 wurde er außer Dienst gestellt.

### Ungarische Revolution von 1848
Kaiser Nikolaus I. stellte im März 1849 eine russische Armee mit 8000 Soldaten auf, um Franz Joseph I. gegen die Ungarische Revolution 1848/1849 zu unterstützen. Im Rahmen dessen wurde Saß reaktiviert und nahm an dem Feldzug in Ungarn teil, nachdem er das Kommando über die Vorhut der dritten Korps erhalten hatte. Russland fiel am 8. April 1849 in Siebenbürgen ein. Aber schon als sie die südlichen Karpaten überschritten hatten, trafen sie auf eine ungarische Rebellenarmee unter General Józef Bem. Saß nahm an den Schlachten von Vác und Debrecen teil.
1864 wurde Saß erneut außer Dienst gestellt.

### Reservist der Kaukasischen Armee
In Anerkennung seiner Dienste ordnete Kaiser Alexander II. an, dass Saß formell wieder Teil der Kaukasus–Armee werden solle und im Jahr 1877 wurde er zum General der Kavallerie befördert.

### Ruhestand
Kaiser Alexander II., der die militärischen Erfolge von Saß ehren wollte, verlieh ihm zusätzlich zu der Beförderung zum General der Kavallerie auch das Recht, sich niederzulassen, wo auch immer er wolle. Saß lebte bis in ein hohes Alter in seinem Herrenhaus in Scheden bei Frauenburg, im Gouvernement Kurland, im Russischen Reich (heute Saldus, Lettland).

## Rassistische Ansichten und Methoden zur Massakrierung der Tscherkessen
Saß betrachtete die Tscherkessen als Untermenschen, der „Europäischen Rasse“ unterlegen, besonders den Deutschen und den Russen.
Der einzige Weg, wie man nach seiner Meinung mit Tscherkessen umgehen solle, war sie wegzuscheuchen, „so wie wilde Tiere“. Er hatte unter seinem Bett ein Kästchen mit abgetrennten Körperteilen von Tscherkessen.
Saß war der Ansicht, man müsse skrupellos militärisch gegen sie vorgehen und tat dies auch. In diesem Sinne verbrannte er Menschen bei lebendigem Leibe, enthauptete sie zur Unterhaltung, zerstörte Dörfer, indem er sie niederbrannte, verbreitete Krankheiten unter seinen Gegnern und ließ Massenvergewaltigungen von Kindern durchführen.

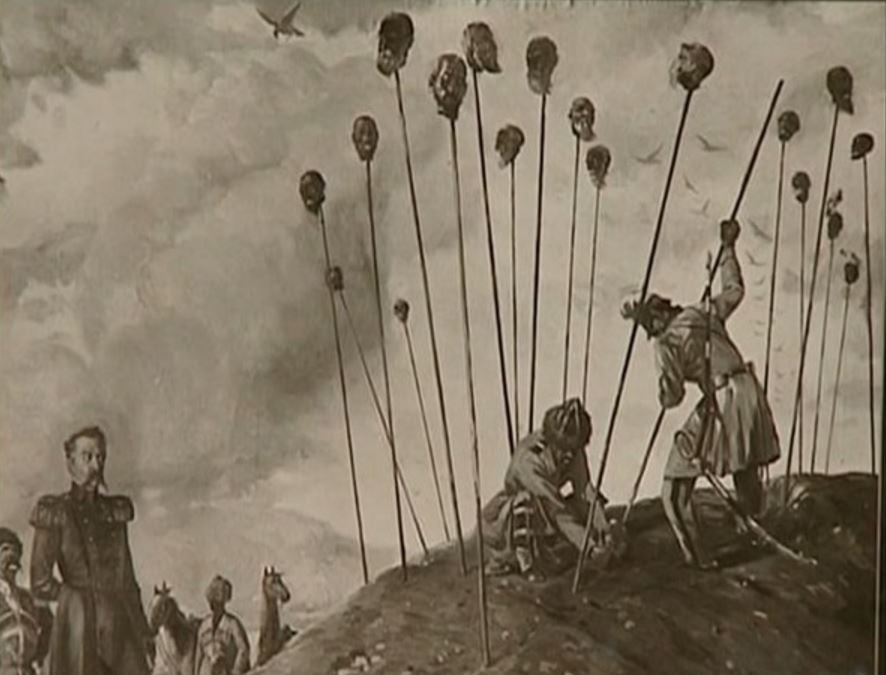
Saß stellt die abgeschnittenen Köpfe getöteter Tscherkessen aus

Oberst Georg von Saß war eine Schlüsselfigur in der gewalttätigen Vertreibung der Tscherkessen und den damit einhergehenden systematischen Ermordungen. Er ordnete ethnische Säuberungen an oder tolerierte sie und verhalf der Ausbreitung von Epidemien. Nach einigen Schätzungen kamen insgesamt 70 Prozent aller Osttscherkessen im Kaukasuskrieg zu Tode (nicht allein unter dem Kommando von Saß, der aber den grausamsten Terror gegen die Zivilbevölkerung praktizierte).
Saß war der Ansicht, dass es keine Notwendigkeit gäbe, mit Tscherkessen zu parlieren. Seine Berichte enthalten regelmäßig folgende Wendungen: „Das Dorf ist bis zum Boden niedergemacht worden“, „Jene, die Widerstand leisteten, sind zusammen mit dem Dorf durch Feuer und Schwert getilgt worden“, „die Einwohner des Dorfes verendeten“.
Saß sendete Häupter von Tscherkessen nach Berlin, wo mit ihm befreundete Professoren sie dazu nutzten, Anatomie zu studieren. Der Dekabrist Nikolai Iwanowitsch Lohrer berichtete, dass Saß das Fleisch von den Knochen der Schädel gekocht habe, nachdem er sie unter seinem Bett in seinem Zelt aufbewahrt hatte. Er habe auch die Häupter von Tscherkessen auf Pfählen vor seinem Zelt gehabt. Die Leichen von Tscherkessen seien auch von Kosaken enthauptet worden, da sie zur Sammlung an Saß gesandt werden sollten.
Die Soldaten und Kosaken seien dafür bezahlt worden, die Köpfe zu Saß zu schicken. Neben der Angewohnheit Saß’, Köpfe von Tscherkessen zu sammeln, neigte er auch dazu, Tscherkessen massenweise zu ermorden. Er brannte viele Dörfer der Tscherkessen nieder und ermutigte seine Untergebenen, Frauen und Kinder zu vergewaltigen. Die Truppen Saß’ nannten alle tscherkessischen Frauen, Kinder und Alten „Banditen“, „Plünderer“ und „Diebe“.

## Nachleben
Bis zum heutigen Tage wird Saß in der tscherkessischen Folklore mit dem Teufel gleichgesetzt. Entsprechend wurde das Aufstellen eines Denkmals für ihn in Armawir im Jahr 2003, einer Stadt in Russland, die er 1843 gegründet hatte, die sich auf traditionellem tscherkessischen Siedlungsgebiet befindet, mit einem großen Aufschrei aus den tscherkessischen Gemeinden wahrgenommen.